# Povestiri deocamdată fantastice
Povestiri deocamdată fantastice este o colecție de povestiri științifico-fantastice de Mihu Dragomir. A apărut în 1962 la Editura Tineretului în Colecția „Literatură științifico-fantastică” și a fost republicată în 1968 în aceeași colecție.
Povestirea „Pe lungimea de undă a Cosmosului” a fost republicată și în 1967 la Editura Tineretului în Colecția SF, în volumul omonim, care mai conține povestiri de Horia Aramă, Camil Baciu, Romulus Bărbulescu, George Anania, Eduard Jurist și alții.

## Cuprins
Conține povestirile:
- „Legenda îngerilor”
- „Omul planetă”
- „Columbiana”
- „Pe lungimea de undă a Cosmosului”
- „Natura inversă”
- „Reîntîlnirea cu Griffin”